# Kalahastipura, Kolar
Kalahastipura là một làng thuộc tehsil Kolar, huyện Kolar, bang Karnataka, Ấn Độ.